# Нікітін Юрій Олександрович
Ю́рій Олекса́ндрович Нікі́тін (30 листопада 1939, Харків — 23 травня 2025) — російський письменник, художник українського походження. Пише російською мовою твори у жанрах слов'янської фентезі, наукової фантастики, історичного роману і створеного ним нового напряму в літературі — когістіки. Рівнень переважної більшості творів Нікітіна на думку авторитетних критиків рідко перевищує середній.

## Біографія
Ю. Нікітін народився в 1939 році в Харкові. Поїхав на Крайню Північ, де працював на лісорозробках. Був чокеровщіком, плотогоном. Працював в геологорозвідці: Сіхоте-Алінь, Уссурійський край, Далекий Схід, Примор'я.
У 1964 році він повернувся в Україну, почав працювати ливарником на заводі. Зайнявся спортом, отримав звання майстра спорту з веслування на каное, кілька перших розрядів, у тому числі з легкої атлетики, боксу і самбо. Ю.Нікітін також брав участь у створенні і роботі клубів любителів фантастики. Вчився грати на скрипці. Працював художником.
Одночасно Ю. Нікітін почав писати і публікувати фантастичні оповідання. Перша опублікована книга — збірник фантастичних оповідань «Людина, яка змінила світ». За книгу «Вогнепоклонники» (про роботу ливарників) він отримав високі літературні премії і був прийнятий до Союзу письменників СРСР, а в 1979 році після видання книги «Шпага Олександра Засядька» («Золота шпага») був підданий гонінням і близько семи років не брав участь у літературному житті.
Після закінчення Вищих Літературних курсів у Літінституті Ю. Нікітін у 1981 році повернувся до Харкова. Однак, через кілька років переїхав до Москви, проте остаточно залишив Харків у середині 1990-х років. Деякий час Ю. Нікітін працював головним редактором видавництва «Отечество». На початку 1990-х років разом з Лілією Шишикіною він організував видавництво «Змій Горинич» («Равлик»), яке займалося виданням спочатку зарубіжної фантастики, а потім перейшло майже виключно на видання книг самого Юрія Нікітіна. В даний час воно не функціонує, а книги виходять у видавництвах «Центрполиграф» і «Ексмо».
Всього Ю. Нікітін випустив понад 60 книг. Загальний наклад зрівнявся з публікаціями таких популярних письменників, як Василь Головачов і Сергій Лук'яненко.
Крім жанру, умовно названого «наукова фантастика», Ю. Нікітін яскраво виступив у жанрі гострополітичного трилера (цикл «Росіяни йдуть»), філософського, психологічного та соціального роману («Дивні романи»), класичного історичного твору («Історична серія»), епічного і героїчного фентезі («Троєцарствіє», «Троє з лісу»), в кращих традиціях радянської, в тому числі дитячої, фантастики («Мегасвіт») та багатьох інших жанрах.
Юрій Нікітін став творцем нового жанру слов'янська фентезі. Найбільш ранні з популярних творів Юрія Нікітіна — перші книги в цьому жанрі з циклу «Троє з Лісу».
Осібно у творчості письменника Ю. Нікітіна стоїть цикл «Дивні романи». З нього, в свою чергу, виокремлюється трансгуманістичний підцикл, що складається з книг «Транслюдина», «Я живу в цьому тілі», «Той, що проходить крізь стіни», «Я — сингуляр», «Сингомейкєри» і «2024-й».
В «Дивних романах» Юрій Нікітін піднімає актуальні соціальні, філософські та психологічні проблеми — зміна суспільства під впливом нових технологій, зміна суспільної моралі і моральності («Імаго», «Імортист»), місце людини в майбутньому, можливість і перспективи безсмертя («Транслюдина»), інформаційні війни («Великий маг»).
Також Ю. Нікітінім була написана автобіографічна книга «Мені — 65» та навчальний посібник «Як стати письменником».

## Авторські неологізми
- Байма (производн. байм, баймер, баймить, баймерство) — комп'ютерна гра. Неологізм вперше з'явився в романі «Баймер», пізніше використовується і в інших книгах циклу «Дивні романи»[5], а також у книзі «Відповідь (Баймер)» Сергія Садова[6]. Основна мета — замінити слова «гра» («гейм», «геймер» і т. ін.) відносно даної індустрії з таких причин[7]:

1. Необхідність боротьби з забобонами щодо комп'ютерних ігор[8].
2. Для підняття престижу комп'ютерних ігор[9].

У книзі «Творці світів», що вийшла пизніше, дається таке тлумачення:
|  | Байма (похідні. Баймити) - велика гра нового покоління, частіше застосовується до ММОРПГ. |

- Ейнастія — термін, що вживається в ряді творів Юрія Нікітіна[10]. Питання про значення цього слова є одним з найбільш популярних серед шанувальників творчості Ю. Нікітіна, що стало джерелом численних жартів і анекдотів. Сам письменник на прямо поставлені запитання про ейнастії категорично відмовчується.

Фрагмент анекдоту з передмови до книги «Вежа-2» (серія «Троє з Лісу»):
|  | Віщого Олега запитали про Яан Ейнасто. - Знов за рибу гроші! - обурився він. - Скільки можна повторювати одне й те ж саме! Просто коли одна храмова дівка запитала у прихожан, хто її хоче, а та ті підняли руки, я здуру крикнув: «Гей, Настя, і я!» ... |

Версії можливого значення:
1. Очищення через ще більший гріх.
2. Визначення з розділу вторинного хаосу, підрозділ випадково керованих впливів малого порядку, з випадково періодичною структурою. Це явище — де один або декілька елементів домінуючого співтовариства (біологічного чи іншого), деформують явища природи, фізичні закони, а також деформують соціальні, етичні та інші явища всередині власного та інших спільнот, виходячи з власних логічних, етичних, психічних переваг, не ставлячи при цьому якогось кінцевого результату або мети. Наприклад:

Щось зажерлась ця Америка, не погано було б, щоб їх там струсонуло… Ураган там або тайфун… Не, краще, щоб терористи які-небудь і щоб туди, де у них центр влади… Було б зашибісь!
- Юсовці (вир. від англ. USA) — первісним призначенням терміна було, мабуть, виділення з населення США, Північної Америки або всього світу групи людей, проти якої і спрямована агітація в його книгах. Відмінні ознаки цієї групи:

1. Прихильність до «загальнолюдських цінностей»;
2. Наплювацьке ставлення до всіх, крім себе;
3. Життєві принципи: «Своя шкура дорожче», «Не будь героєм» і т. д.[11]

## Цікаві факти

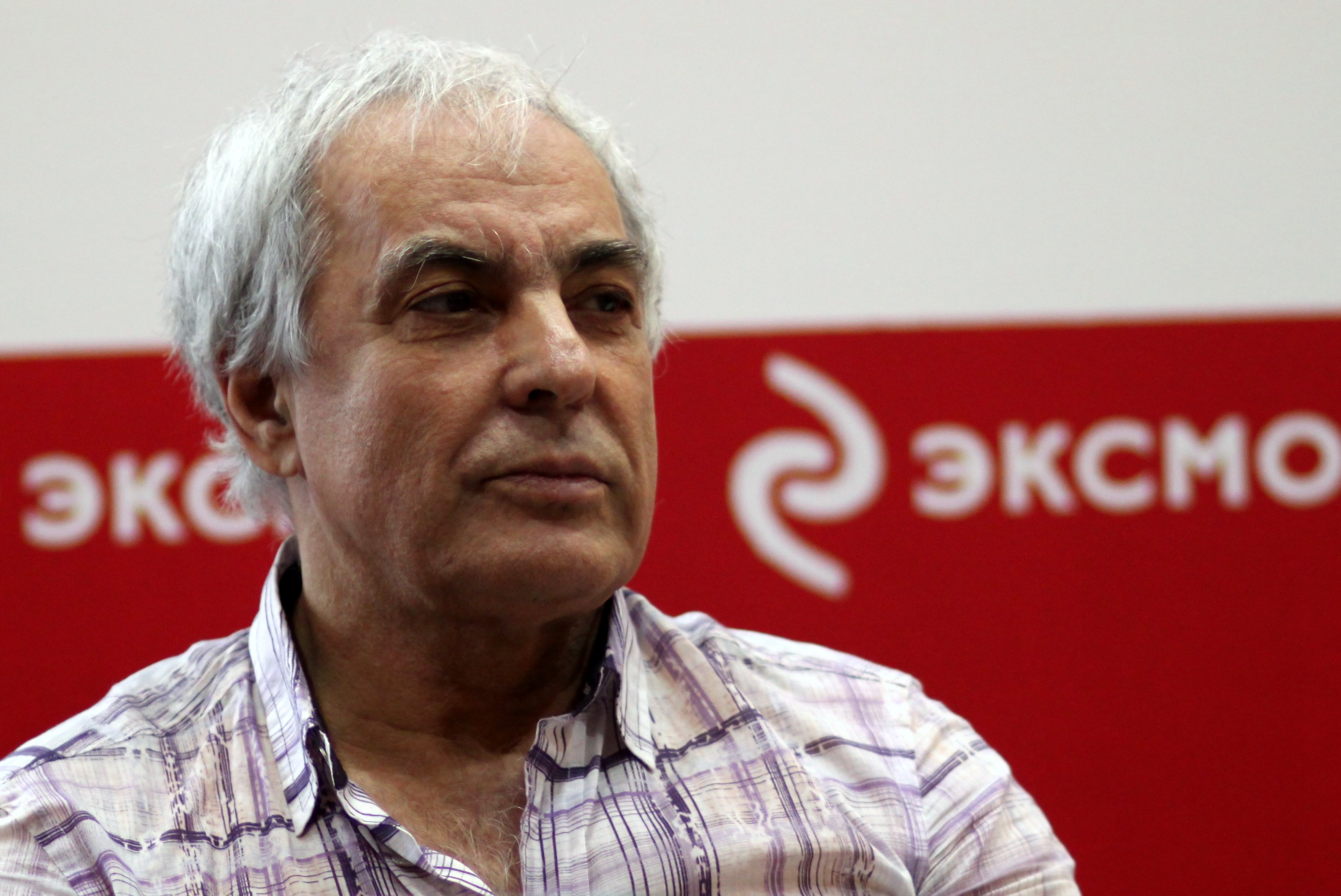
Юрій Нікітін, вересень 2010

- Шанувальники творчості Юрія Нікітіна у спілкуванні між собою часто іменують його за ініціалами — «ЮАН».
- Юрій Нікітін — прихильник трансгуманізму і кріоніки, має контракт з кріонічною компанією «КриоРус»[12][13].
- За книгами Юрія Олександровича створена браузерна багатокористувацька рольова онлайн-гра «Троєцарствіє».
- Ю. Нікітін уникає використання знака пунктуації «крапка з комою», вважаючи його «пережитком позаминулого століття»[14].
- Студії «Дід Мороз» (День радіо, Азіріс Нуна, Ліквідація) Ю. Нікітіним продані права на зйомки фільму з циклу «Троє з Лісу», зйомки повинні були початися влітку 2008-го, а фільм повинен був вийти в 2009 році[15].
- Автор принципово довгий час не давав інтерв'ю, але деякі недобросовісні сайти фабрикували інтерв'ю власноруч[16]. Однак у 2007 році в Інтернеті було опубліковано його перше, особисто підтверджене інтерв'ю[17].
- Гай Юлій Орловський — літературний псевдонім Юрія Нікітіна, хоча аж до видання 47-го тому пригод сера Річарда Довгі Руки інтрига зберігалася. Схожість стилістики, зворотів мови і ідей, що просуваються в їхніх романах, а також наявність Гая Юлія, як псевдоніма героя одного з оповідань Нікітіна — все це наводило на закономірну думку про тотожність Нікітіна і Орловського. Версія підтримувалася деякими поважними літературними сайтами[18]. 29 березня 2014 року на фестивалі фантастики «РОСКОН» Юрій Нікітін зняв шолом і визнав, що він і є Гай Юлій Орловський.

## Твори за мотивами творів Юрія Нікітіна
Музика
- Пауер-метал-група Арда випустила пісню «Морок» на міні-альбомі «Екзорцист», написану за мотивами однойменної книги з циклу «Троє з Лісу».